# Iglesia de Santiago (Pamplona)
La iglesia de Santiago, en Pamplona (Navarra), es el templo de la parroquia del mismo título, erigida el 4 de abril de 1963, para atender los feligreses de la parte sur del barrio de la Chantrea. Hasta ese momento esa zona formó parte del territorio de la parroquia de San José Obrero, que atendía la feligresía de toda la Chantrea.
La iglesia fue proyectada en 1966 por el arquitecto Francisco Javier Guibert Tabar. Situada cerca del Camino de Santiago, en la entrada a la ciudad, tiene una planta en forma de rombo, en la que la diagonal de menor longitud sirve de eje de simetría. En uno de los extremos de este eje se sitúa el presbiterio; y en el lado opuesto el acceso al templo Su cubierta se descompone en una conjunto de diedros con una de las aristas situada sobre el eje del templo, de modo escalonado; de esta forma el espacio interior del templo se eleva desde la zona de entrada hasta la que ocupa el presbiterio.

## Parroquia de Santiago
La parroquia de Santiago Apóstol fue erigida por el arzobispo de Pamplona, Enrique Delgado Gómez, el 4 de abril de 1963. Su territorio incluyó la parte sur de la Chantrea que, hasta ese momento, formaba parte de la parroquia de San José Obrero, que tenía encomendada la atención de todo el barrio, con 14 000 feligreses. Además, en esas fechas estaba desarrollándose la segunda fase del plan urbanístico de la Chantrea, y se preveía que la población superase los 20 000 habitantes.
A la iglesia parroquial se destinó una parcela cerca de la zona de la Magdalena. El proyecto arquitectónico quedó acabado en 1966. Con un costo de once millones de pesetas, las obras se prolongaron varios años, y a ellas contribuyeron muchos parroquianos con cantidades que iban desde veinticinco a cuatrocientas pesetas. La iglesia se inauguró en 1969, momento en que la parroquia contaba con 4 000 feligreses.

## Planta del templo
El nave del templo tiene forma de rombo, en el que la diagonal más corta establece un plano de simetría. Al fondo se sitúa el presbiterio, en un nivel algo más elevado que la nave; en el lado opuesto se encuentra el acceso a la iglesia, a través de un atrio o zaguán, que establece una transición entre el exterior y el interior el templo. En el centro de este espacio se sitúa el baptisterio, en un plano algo más bajo que la nave del templo. La sacristía se sitúa detrás del presbiterio. El programa se completa con unas dependencias situadas en los extremos de la diagonal mayor del rombo: en el lado de la epístola, los confesionarios; y en el del evangelio, los despachos y salas parroquiales.

## Cubierta y estructura
La estructura del templo define también la forma de la cubierta. Está sustentada por cuatro pórticos metálicos, que se escalonan en altura desde el situado junto a la entrada, a una cota inferior, hasta el correspondiente al presbiterio, a una mayor altura. El pórtico que delimita la cubierta del presbiterio es plano; la proyección en planta de los otros tres presenta un ángulo obtuso abierto hacia el presbiterio. Sobre la geometría que determinan estos pórticos se apoyan las superficies regladas y planas de unos trapecios que forman la cubierta del edificio. La cubierta en la zona del presbiterio se eleva, permitiendo su iluminación natural. Los pórticos se apoyan en muros del hormigón armado que absorben los empujes horizontales que provoca el peso de la cubierta. La distinta altura de los pórticos produce un esfuerzo en el plano de simetría que se absorbe por un quinto muro de hormigón situado en el exterior, a los pies del templo. En el cálculo de la estructura colaboró el ingeniero de caminos Javier Monterola.

## Respuesta litúrgica
La forma del templo trata de responder adecuadamente a la liturgia tal como quedó planteada en el Concilio Vaticano II. Por este motivo se busca que los fieles sientan su cercanía al altar en que se celebra el sacrificio de la misa; una cercanía que se refuerza en cuanto el rombo de la planta hace que los bancos de las zonas laterales se dirijan hacia el altar.  El altar tiene su base a una cota de +0,68 m sobre el plano de la nave, para permitir la visión perfecta del sacrificio eucarístico; tras el altar, a modo de retablo, se sitúa un crucificado de buen tamaño sobre unas piezas que figuran el calvario; en él destaca el sagrario a +1,36 m de altura, de forma que quede por encima del celebrante.

## Valoración arquitectónica
El proyecto de Guibert para la iglesia de Santiago continúa la línea de arquitectura organicista que desarrolló el arquitecto, al menos desde 1959; durante un tiempo en colaboración con Fernando Redón Huici y, a partir de 1964, en solitario. Aparece entonces en su obra, junto a una especial expresividad organicista, una atención al cálculo de la estructura de los edificios. Unas cuestiones que adquieren un singular protagonismo en el proyecto de esta iglesia navarra.
La crítica ha señalado el logro arquitectónico que supone la solución que se ha dado al programa planteado, uniendo sencillez, funcionalismo y alarde estructural, al tiempo que responde a las normas litúrgicas establecidas cuando se iniciaba la redacción del proyecto. El templo ha quedado catalogado y protegido por el Plan Urbanístico Municipal de Pamplona.

## Galería de imágenes

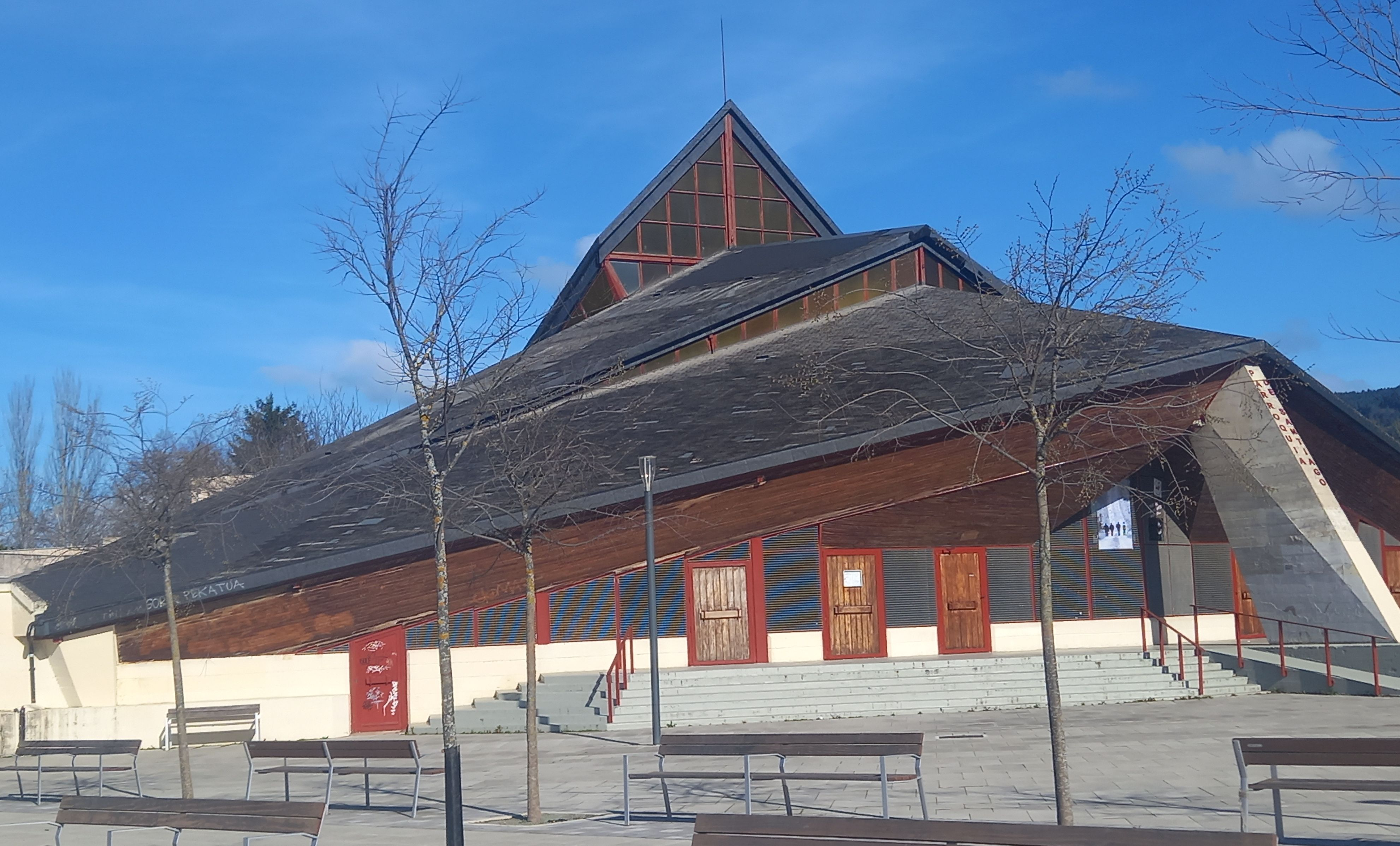
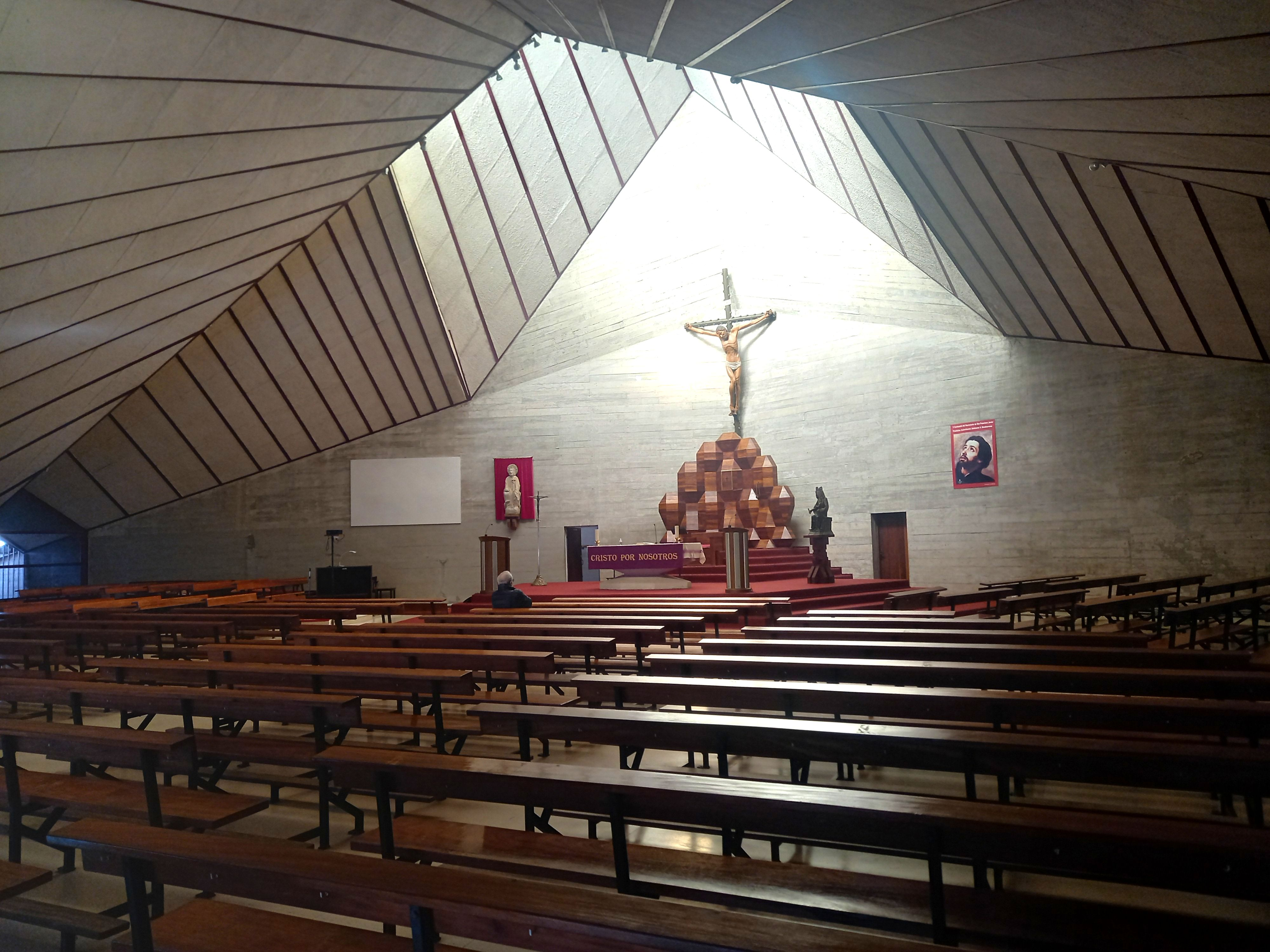
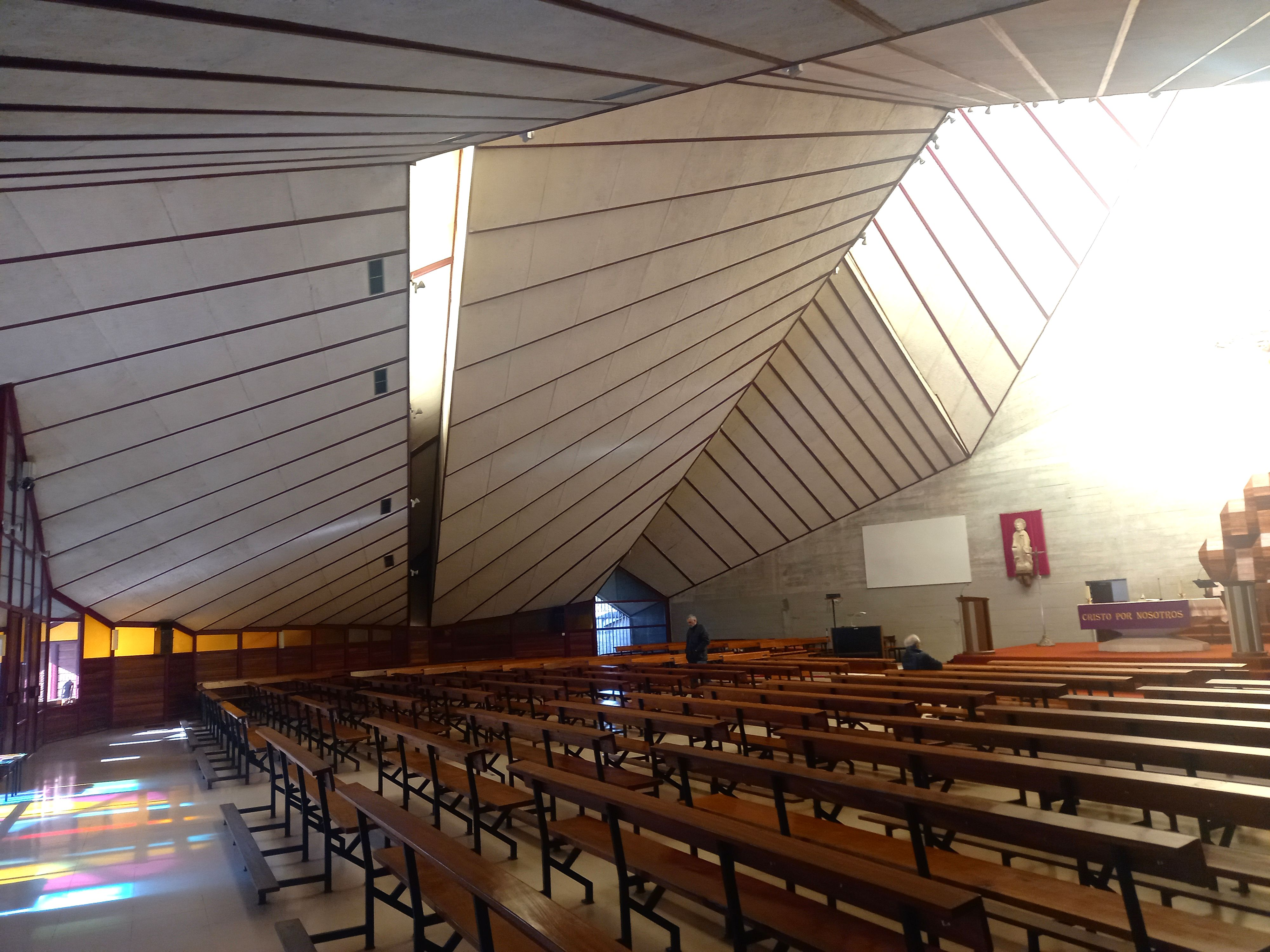
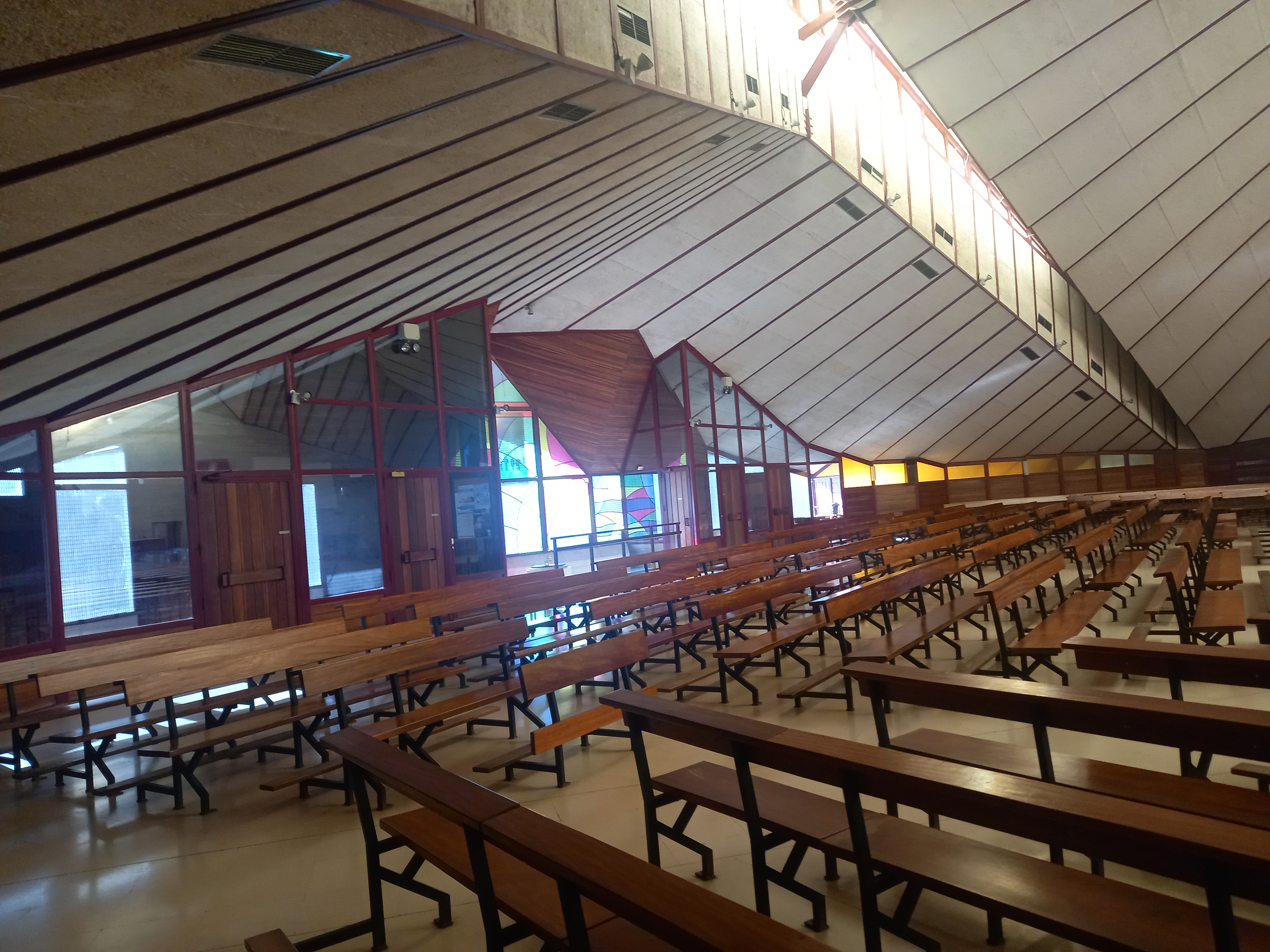
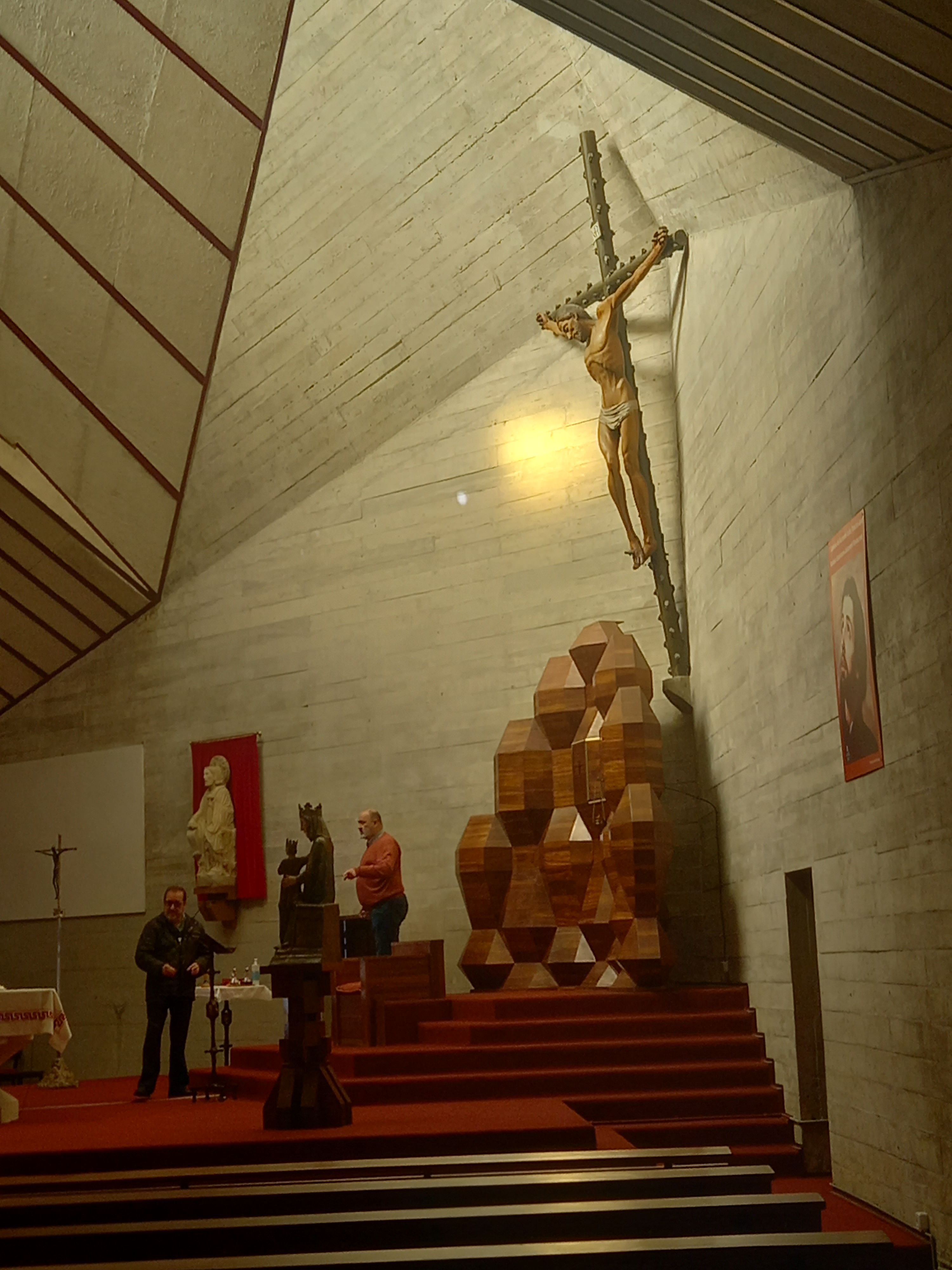